# Compagnie des omnibus électriques Fribourg–Farvagny
Die Compagnie des omnibus électriques Fribourg–Farvagny SA – manchmal mit F–F abgekürzt, vereinzelt auch als Compagnie des omnibus électriques Fribourg–Posieux–Farvagny SA überliefert – ist ein ehemaliges Schweizer Verkehrsunternehmen. Die Aktiengesellschaft mit Sitz in Bulle wurde am 7. August 1911 gegründet und betrieb ab dem 4. Januar 1912 die Gleislose Bahn Freiburg–Farvagny, eine frühe Trolleybus-Überlandlinie. Das Aktienkapital betrug 450'000 Schweizer Franken, das zur Hälfte vom Kanton Freiburg und zur anderen Hälfte von den anliegenden Gemeinden gezeichnet wurde. 
Infolge des Ersten Weltkriegs geriet das Unternehmen in wirtschaftliche Schwierigkeiten, am 1. April 1929 wurde die Betriebsführung deshalb an die Chemins de fer électriques de la Gruyère (CEG) abgegeben. Diese kaufte die Gesellschaft schliesslich am 30. Juni 1930 für 85'000 Schweizer Franken und betrieb die Gleislose Bahn noch bis zu deren Einstellung im Jahr 1932.